# 亞歷山大·多·納西門托
亞歷山大·多·納西門托（葡萄牙語：Alexandre do Nascimento；1925年3月1日—2024年9月28日）是天主教安哥拉籍司鐸級樞機及羅安達總教區榮休總主教。

## 生平
亞歷山大於1925年3月1日在葡屬西非安哥拉北部馬蘭哲省的首府馬蘭哲出生。他後來入讀馬蘭熱的神學院；1948年前往羅馬宗座額我略大學並獲頒哲學和神學學士學位。他於1952年12月20日在馬蘭熱總教區晉鐸。然後，他在羅安達神學院教授神學，並擔任天主教報紙主編至1956年為止。
隨著獨立戰爭於1961年爆發，亞歷山大被迫流亡葡萄牙里斯本。他在葡萄牙做牧靈工作，擔任過聖母隊運動輔導員，並在古典大學（Classical University）學習民法。他於1971年返回安哥拉，在庇護十二世學院教導道德神學，並擔任盧班戈總教區官員和安哥拉明愛秘書長特別助理學生和前政治犯。
他於1975年8月31日晉牧，並獲教宗若望·保祿二世任命為馬蘭熱教區主教。他於1975年至1981年期間出任安哥拉主教團副主席。葡屬安哥拉於1975年獨立，同年爆發內戰。他於1977年2月3日改任為盧班戈總教區總主教。游擊隊於1982年10月15日在他牧訪期間將他綁架，後來他於同年11月16日被釋放。
他於1983年2月2日獲擢升為司鐸級樞機及於1986年2月16日獲委任為羅安達總教區總主教。他於2001年1月23日榮休，達彌盎·富蘭克林接任羅安達總教區正權總主教。